# أخلاقيات التمريض
أخلاقيات التمريض هي فرع من الأخلاق التطبيقية التي تهتم بأنشطة في مجال التمريض. أخلاقيات التمريض أسهمت العديد من المبادئ مع شرف المهنة الطبية، مثل الخير، وعدم إيذاء، واحترام الاستقلال الذاتي. ويمكن تمييزها بتركيزها على العلاقات، الحفاظ على الكرامة والرعاية التعاونية

## تطوير الموضوع
طبيعة التمريض تعني أن أخلاقيات التمريض تميل لدراسة أخلاقيات الرعاية بدلا من 'علاج' من خلال استكشاف العلاقة بين الممرضة والشخص في مجال الرعاية. المحاولات المبكرة لتعريف الأخلاقيات في مجال التمريض أكثر تركيزا على الفضائل التي من شأنها أن تجعل ممرضة جيدة، بدلا من النظر إلى أي سلوك ضروري لاحترام حقوق الإنسان للشخص في الرعاية ومع ذلك، مؤخرا، أخلاقيات التمريض ساهمت أيضا نحو مزيد من واجب الممرضة احترام حقوق الإنسان للمريض وينعكس هذا في عدد من رموز المهنية للممرضين والممرضات. على سبيل المثال، كان هذاواضحا في آخر قانون من المجلس الدولي للممرضات

## الطابع المميز
ورغم أن الكثير من الأخلاق يمكن أن تظهر في كثير من الأحيان التمريض مماثلة ل آداب مهنة الطب، هناك بعض العوامل التي تميزها. {1}[4]{/1} للحصول على سبيل المثال، الاهتمام لتعزيز الإحسان قد يمكن التعبير عنه في الأخلاق الطبية التقليدية عن طريق ممارسة {2}الأبوية{/2}. ومع ذلك، هذا النهج من شأنه أن لا تكون متوافقة مع أخلاقيات التمريض. {1}[5]{/1} وذلك لأن نظرية التمريض تسعى إلى إقامة علاقة تعاونية مع الشخص في الرعاية. المواضيع التي تؤكد احترام الاستقلال وكرامة {1}المريض{/1}عن طريق تعزيز الاختيار والسيطرة على كامل بيئتها عادة ما ينظر إليها. هذأعلى نقيض من ممارسة الأبوية حيث الصحة المهنية تختار ما هو في المصلحة الفضلى للشخص من المنظور الراغب في علاجه. التمييز يمكن كشفه من زوايا أخلاقية مختلفة.
رغم التحرك نحو مزيد من {0}مواضيع آداب المهنة{/0} من قبل البعض، لا يزال هناك اهتمام {1}بالأخلاق الفضيلة{/1} {3}{2}[6]{/2}{/3} في أخلاقيات التمريض وبعض الدعم ل {4}أخلاقيات الرعاية{/4}. {5}{3}[4]{/3}{/5} ويضع دعاتها هذا في مجال الاعتبار من اجل التركيز أكثر على العلاقات من المبادئ وبالتالي تعكس علاقة الرعاية في مجال التمريض أكثر دقة من وجهات النظر الأخلاقية الأخرى.

## بعض المواضيع في أخلاقيات التمريض
الممرضات تسعى إلى الدفاع عن كرامة هذه في العناية بهم. من حيث مستوى النظرية الأخلاقية، وهذا انحياز مع وجود احترام الناس وخياراتهم المستقلة. ثم يتم تمكين الناس من اتخاذ قرارات بشأن المعاملة الخاصة بهم. ومن بين أشياء أخرى هذا أساس ممارسة الموافقة المسبقة التي ينبغي احترامها من قبل الممرضة. {2}[5]{/2} على الرغم من أن الكثير من النقاش يكمن في مناقشة الحالات التي يكون فيها الناس غير قادرين على اتخاذ قرارات حول المعاملة التي يلقونها الخاصة نظرا لكونهمغير قادرين أو وجود مرض عقلي يؤثر على حكمهم. وهناك طريقة للحفاظ على الحكم الذاتي هو للشخص لكتابة تعليمات مسبقة، تحدد الكيفية التي يرغب في أن يعامل في هذا الحدث منها عدم القدرة على اتخاذ قرار مستنير، وبالتالي تجنب الأبوية لا مبرر لها.وهناك طريقة للحفاظ على الحكم الذاتي للشخص عن طريق كتابة التوجيه المسبق، تحدد الكيفية التي يرغب في أن يعامل بها في هذا الحدث منها عدم القدرة على اتخاذ قرار مستنير، وبالتالي تجنب الأبوية لا مبرر له.
موضوع آخر هو السرية وهذا هو مبدأ هام في كثير من المدونات الأخلاقية التمريض. هذا حيث المعلومات عن الشخص فقط يتم تبادلها مع الآخرين بعد أخذ إذن من الشخص، إلا أن يشعر ان المعلومات يجب أن يتم تبادلهالامتثال أعلى واجب مثل الحفاظ على الحياة. {1}{/1}.
وأيضا المعلومات ذات الصلة المعطاة لمناقشة قول الحقيقة المتعلقة في التفاعل مع الشخص في مجال الرعاية. هناك توازن بين الناس الحاصلين على المعلومات اللازمة لاتخاذ قرار مستقل، وعلى الجانب الآخر، لا داع للاسى بسبب الحقيقة. عموما التوازن لصالح قول الحقيقة بسبب احترام الحكم الذاتي، ولكن الناس في بعض الأحيان سيطلبون الا يخبروا به، أو ربما عدم القدرة على فهم الآثار المترتبة عليها. {1}[8]{/1}
من خلال مراقبة المبادئ المذكورة أعلاه، يمكن للممرضة التصرف بطريقة تحترم كرامة الفرد في رعايتهم. وإن كان في الممارسة التمريضية طعن في بعض الأحيان بالموارد، والسياسة أو القيود البيئية في مجال الممارسة. {1}[7]{/1}

## وصلات خارجية
- المركز الدولي لأخلاقيات التمريض في جامعة ساري، المملكة المتحدة
- الممرضات وحقوق الإنسان من منظمة العفو الدولية
- وصلات لمدونات قواعد السلوك حسب البلد
- أخلاقيات مجلة التمريض
- NursingEthics.ca (موارد أخلاقيات التمريض)